# Żarek, Warmińsko-Mazurskie
Żarek [ˈʐarɛk] (tiếng Đức: Neurode)  là một khu định cư ở quận hành chính của Gmina Barczewo, thuộc huyện Olsztyński, Warmińsko-Mazurskie, ở miền bắc Ba Lan.
Trước năm 1772, khu vực này là một phần của Vương quốc Ba Lan, 1772-1945 Phổ và Đức (Đông Phổ).